# Topi Keskinen
Topi Keskinen (Espoo, 7 de marzo de 2003) es un futbolista finlandés que juega en la demarcación de extremo para el Aberdeen F. C. de la Scottish Premiership.

## Selección nacional
Tras jugar en las categorías inferiores de la selección, finalmente el 7 de septiembre de 2024 hizo su debut con la selección de Finlandia en un partido de la Liga de Naciones de la UEFA 2024-25 contra Grecia que finalizó con un resultado de 3-0 a favor del combinado griego tras un doblete de Fotis Ioannidis y un autogol de Benjamin Källman.

## Clubes
| Club                           | País      | Año       | Partidos | Goles |
| ------------------------------ | --------- | --------- | -------- | ----- |
| Mikkelin Palloilijat           | Finlandia | 2019      | 1        | 0     |
| Savilahden Urheilijat (cedido) | Finlandia | 2020      | 3        | 0     |
| Mikkelin Palloilijat           | Finlandia | 2020-2022 | 74       | 15    |
| HJK Helsinki                   | Finlandia | 2023-2024 | 67       | 14    |
| Aberdeen F. C.                 | Escocia   | 2024-     | 43       | 6     |

## Palmarés

### Títulos nacionales
| Título                       | Club           | País      | Año  |
| ---------------------------- | -------------- | --------- | ---- |
| Copa de la Liga de Finlandia | HJK Helsinki   | Finlandia | 2023 |
| Veikkausliiga                | HJK Helsinki   | Finlandia | 2023 |
| Copa de Escocia              | Aberdeen F. C. | Escocia   | 2025 |